# Maurice Bavaud

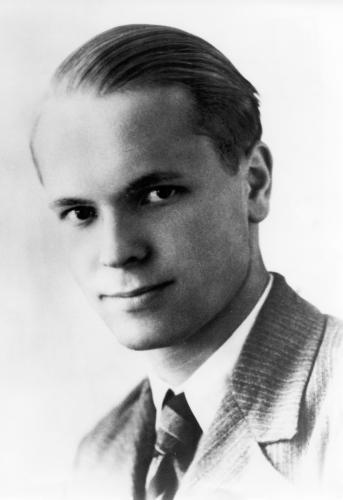
Maurice Bavaud

Maurice Bavaud (* 15. Januar 1916 in Neuenburg, Schweiz; heimatberechtigt in Bottens; † 14. Mai 1941 in Berlin-Plötzensee, Deutsches Reich) war ein Schweizer Seminarist, der versuchte, Adolf Hitler am 9. November 1938 in München zu erschiessen. Der Anschlag auf Hitler scheiterte. Nach seiner Festnahme wurde Bavaud in einem Geheimprozess vom Volksgerichtshof zum Tode verurteilt und hingerichtet.

## Leben

### Kindheit und Ausbildung

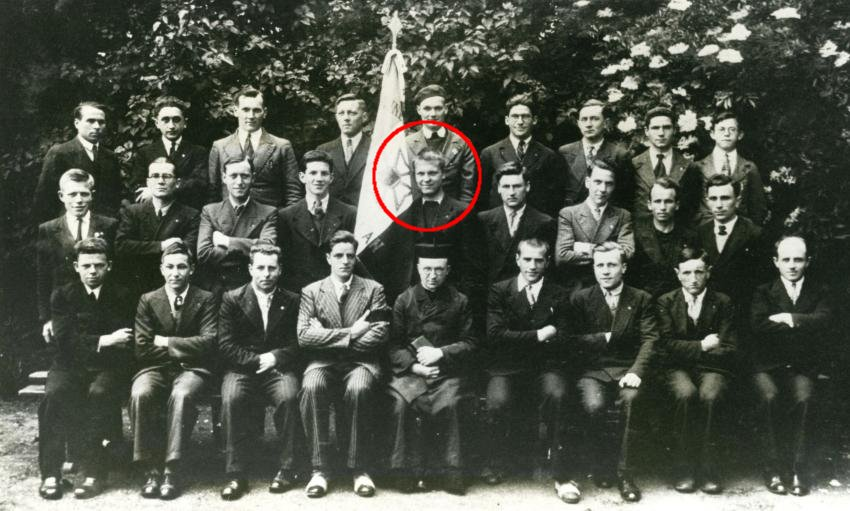
Schulbild (Bavaud neben der Fahne im roten Kreis)

Maurice Bavaud wurde am 15. Januar 1916 in Neuenburg als erstgeborener Sohn des Postangestellten Alfred Bavaud und der Geschäftsfrau Hélène Bavaud-Steiner geboren. Zusammen mit seinen fünf jüngeren Geschwistern wuchs er in Neuenburg auf. Nach dem Besuch einer katholischen Privatschule absolvierte der musisch begabte Maurice Bavaud auf Druck des Vaters eine Lehre als technischer Zeichner. Danach besuchte er ein katholisches Gymnasium im Internat des katholischen Seminars Saint-Ilan bei Saint-Brieuc in der Bretagne, um eine Ausbildung zum Missionar bei dem Orden Pères du Saint-Esprit zu machen und später vielleicht in Afrika zu wirken. Nach drei Jahren brach der 22-jährige Bavaud aber überraschend die Ausbildung ab und kehrte im Jahr 1938 in die Schweiz zurück.

### Versuchter Anschlag auf Hitler
Wann genau Bavaud den Plan zum Attentat auf Hitler fasste, ist nicht bekannt. Auf jeden Fall hatte er den Plan schon im französischen Internat mit einem Freund, dem Franzosen Marcel Gerbohay, besprochen. Im Herbst 1938 war Bavaud zum Handeln entschlossen. Am 9. Oktober reiste er nach Deutschland, wo er sich auf Grund von Zeitungsmeldungen auf den Spuren Hitlers abwechselnd in München und Berchtesgaden aufhielt, um ihm – bewaffnet mit einer Schmeisserpistole vom Kaliber 6,35 mm – aufzulauern. Nach vielen vergeblichen Anläufen nahm Bavaud sich vor, Hitler am 9. November 1938 beim Gedenkmarsch zum Hitlerputsch zur Münchner Feldherrnhalle zu erschiessen. Er gab sich als begeisterter Nationalsozialist aus, um einen Platz als Zuschauer auf der Ehrentribüne zu bekommen. In seiner Manteltasche verbarg er die Pistole, mit der er zuvor im Wald Schiessübungen gemacht hatte. Obwohl Bavaud einen Platz in der ersten Reihe ergattert hatte, scheiterte das Attentat, weil Hitler beim Vorbeimarsch – durch SA-Truppen geschützt – zu weit von Bavaud entfernt war. Ausserdem wurde Bavaud die Sicht durch umstehende Zuschauer versperrt, die die Arme zum Hitlergruss ausgestreckt hatten.
Auch in den nächsten Tagen konnte Bavaud nicht nahe genug an Hitler herankommen, so dass er aufgab und mit dem Zug nach Paris flüchten wollte. Da sein Geld nicht mehr ausreichte, fuhr er ohne Fahrschein und geriet dabei in eine Kontrolle. Die Pistole und belastende Dokumente trug er noch bei sich. Als Ausländer wurde er automatisch an die Gestapo übergeben. Er redete sich damit heraus, dass er ein Waffennarr und nur schwarzgefahren sei. Die Gestapo schien das vorerst zu glauben und übergab ihn an das Amtsgericht in Augsburg. Am 6. Dezember 1938 wurde er wegen Fahrkartenbetrugs und unbefugten Waffentragens zu zwei Monaten und einer Woche Gefängnis verurteilt.

### In den Händen der Gestapo und des Volksgerichtshofes
Als die Beamten der Gestapo die Unterlagen Bavauds genauer geprüft hatten, merkten sie, dass sie es mit einem Anschlagsversuch auf Hitler zu tun gehabt hatten. Daraufhin verhörten sie Bavaud Ende Januar 1939 eine Woche lang, Tag und Nacht im Augsburger Gefängnis. Als Bavaud seine Attentatspläne gestanden hatte, überführte ihn die Gestapo zum Volksgerichtshof nach Berlin. Über seine Inhaftierung gelangte nichts an die Presse. Denn Informationen über Attentate auf den «Führer» mussten geheim bleiben, weil die Nationalsozialisten Nachfolgetaten befürchteten und ausserdem am positiven Bild Hitlers keine Korrekturen angebracht werden sollten. Bavauds Verwandte wussten zuerst nicht, wo er war. Die Nationalsozialisten hatten auch bis zum Jahresende 1939 der Schweizer Gesandtschaft nicht bekanntgegeben, dass Bavaud ein Attentat auf Hitler beabsichtigt hatte. Briefe des Häftlings Bavaud wurden nicht oder nur sporadisch befördert. Der Geheimprozess fand am 18. Dezember 1939 vor dem Volksgerichtshof statt. Bavaud gab darin als Motiv an, er habe Hitler ermorden wollen, weil der eine Gefahr für die Menschheit, die Unabhängigkeit der Schweiz und den Katholizismus in Deutschland sei.
Von den Diplomaten der Schweizer Gesandtschaft und dem damaligen Eidgenössischen Politischen Departement (EPD), dem Aussenministerium der Schweiz, wurde Bavaud im Stich gelassen. Hans Frölicher, Schweizer Gesandter in Berlin, verurteilte die Attentatspläne in einem Brief an seine Vorgesetzten gar als verabscheuungswürdig. Er lehnte es ab, Bavaud die übliche konsularische Hilfe zu gewähren. Daher musste Bavaud den Pflichtverteidiger annehmen, den ihm die Deutschen ausgesucht hatten. Dieser Anwalt, Franz Wallau, setzte sich aber zur grossen Überraschung des mit der Verhandlung betrauten Zweiten Senates des Volksgerichtshofes unter der Leitung des Vizepräsidenten des VGH und SS-Oberführers Karl Engert sehr für Bavaud ein. Wallau forderte sogar einen Freispruch für Bavaud. Das missfiel den Richtern. Nach dem Prozess bemühte sich Engert, Wallaus Ausschluss aus der Anwaltskammer zu erreichen, was ein Berufsverbot bedeutet hätte. Das gelang ihm nicht. Dafür wurde Wallau aus dem NSDJ ausgeschlossen und kam für einige Zeit in Gestapohaft. Die schlechten Haftbedingungen riefen bleibende gesundheitliche Schäden bei ihm hervor. Die Schweizer Diplomaten der Gesandtschaft kannten Anfang Dezember 1939 noch nicht einmal das Datum des Prozesses und die Anklage. Am 4. Januar berichtete Frölicher an das EPD, dass ihm die Abhaltung des Prozesses und das Todesurteil nachträglich mitgeteilt worden seien. Der Gesandte und auch das EPD gaben diese Information aber nicht einmal an den Vater von Maurice, Alfred Bavaud, weiter, obwohl der sie ständig um Informationen und Hilfe für seinen Sohn bat. Alfred Bavaud erfuhr erst am 10. Juni aus einem Brief seines Sohnes von der Todesstrafe. Bitten des Vaters um Austausch seines in Haft befindlichen Sohnes gegen einen in der Schweiz verhafteten deutschen Saboteur wurde vom EPD und dem Eidgenössischen Militärdepartement abgelehnt. Fragen des Vaters nach dem Zustand seines Sohnes und Bitten um Hilfe für ihn wurden so behandelt, als wenn die Schweiz alles für Maurice Bavaud täte. Dabei hatte der Legationsrat Kappeler schon am 9. Januar 1940 gegenüber seinen deutschen Kollegen vom Auswärtigen Amt erklärt, dass die Schweiz gegen eine Hinrichtung Bavauds nichts unternehmen werde, «sie würde keinen Antrag auf Begnadigung von Bavaud stellen».
So hielten die deutschen Diplomaten es auch nicht für nötig, ihre Schweizer Kollegen von der Hinrichtung Bavauds zu benachrichtigen, die am 14. Mai 1941 stattfand. Die Nachricht darüber erreichte Alfred Bavaud in einem Abschiedsbrief seines Sohnes, den er am 7. Juni 1941 erhielt, in dem dieser seine bevorstehende Hinrichtung ankündigte.

## Marcel Gerbohay
Bavaud hatte in seiner Haft zuerst behauptet, dass er von seinem Freund Marcel Gerbohay angestiftet worden sei. Auf jeden Fall wusste dieser von dem geplanten Anschlag auf Hitler vom 9. November 1938. Das veranlasste die Gestapo, nach der Besetzung Frankreichs durch die Deutschen nach Gerbohay zu fahnden. Gerbohay konnte sich zuerst verstecken und wurde erst am 1. Januar 1942, also nach Bavauds Hinrichtung, verhaftet. Auch ihm wurde der Prozess gemacht, und er wurde am 1. Januar 1943 zum Tode verurteilt und am 9. April 1943 in Berlin-Plötzensee geköpft.

## Rehabilitierung
Ein durch seinen Vater angestrengter Versuch zur Aufhebung des Strafurteils führte zunächst zu einem Beschluss des Landgerichts Berlin vom 21. Oktober 1955, in dem die Strafe Maurice Bavauds postum reduziert wurde auf fünf Jahre Zuchthaus und fünf Jahre Verlust der bürgerlichen Ehrenrechte. In der Beschlussbegründung hiess es: «Das Leben Hitlers ist […] in gleicher Weise als geschütztes Rechtsgut anzuerkennen, wie das Leben eines jeden anderen Menschen. Ein Rechtfertigungsgrund im Sinne einer etwa erlaubten Diktatorentötung ist dem Strafrecht fremd.» Auf das Rechtsmittel der Beschwerde hin wurde der Beschluss des Landgerichts und das Urteil des Volksgerichtshofs durch Beschluss des Kammergerichts vom 27. Januar 1956 mit der Begründung aufgehoben, dass kein Versuch einer Straftat, sondern lediglich eine straflose Vorbereitungshandlung vorgelegen habe.
Die Bundesrepublik Deutschland sprach den Hinterbliebenen eine Wiedergutmachung in Höhe von 40.000 Schweizer Franken zu.

## Gedenken

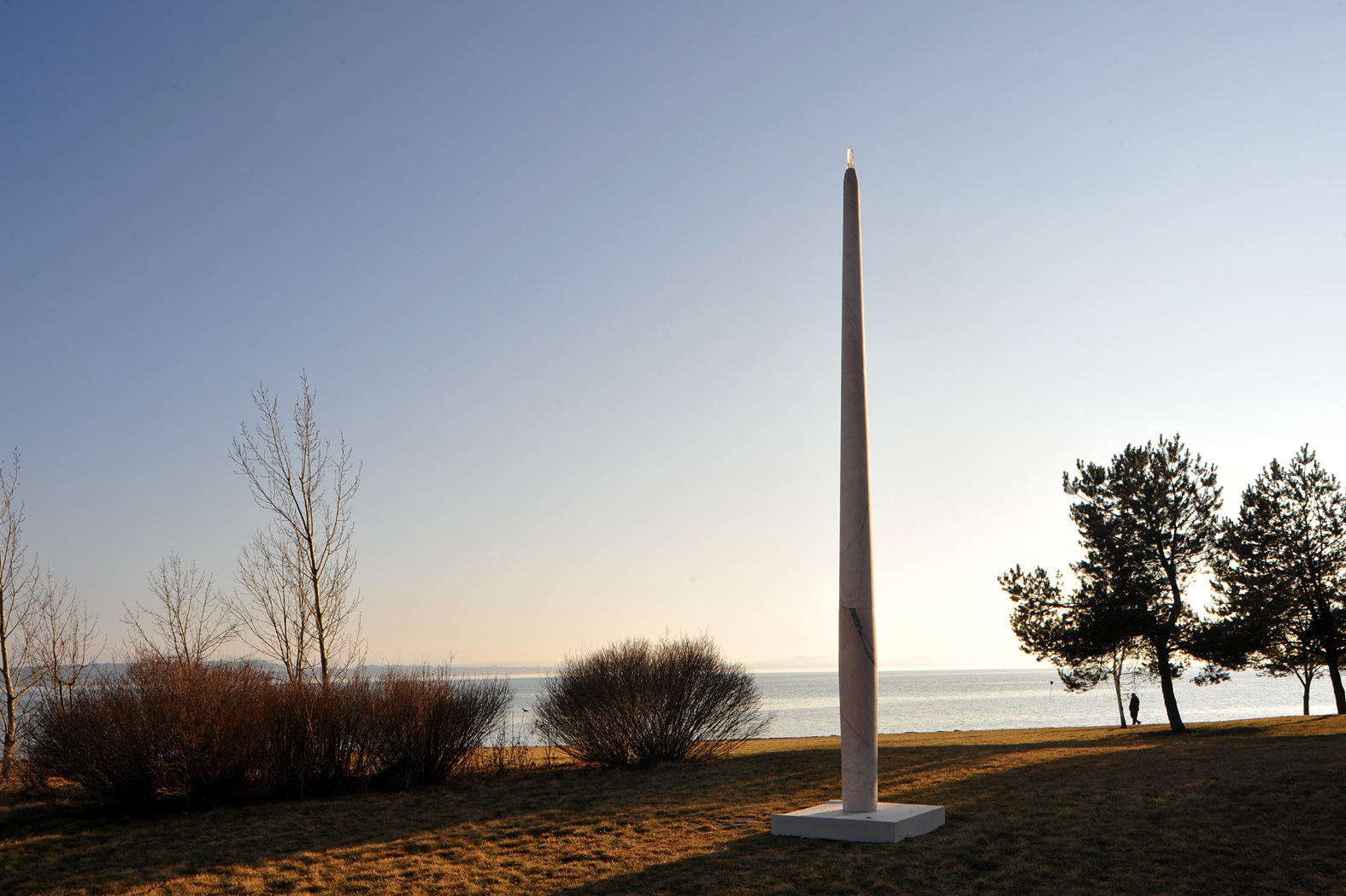
Gedenkstele für Maurice Bavaud in Hauterive NE

In der Schweizer Öffentlichkeit und auch in Deutschland geriet der Fall Bavaud in Vergessenheit. Bis heute wird ihm nur kaum gedacht.
Erst in den 1970er Jahren begann durch die Publikationen von Peter Hoffmann, Rolf Hochhuth, Niklaus Meienberg und Klaus Urner eine neue Diskussion über den Schweizer Hitler-Attentäter. Auch im Film Es ist kalt in Brandenburg (Hitler töten) wurde der Fall aufgegriffen.
Der Schweizer Bundesrat räumte 1989 und erneut 1998 ein, dass sich die Schweizer Behörden 1938–1941 nicht genügend für Bavaud eingesetzt hätten.
Aus Anlass des 70. Jahrestags des Attentats im Jahr 2008 forderte der Nationalrat Paul Rechsteiner in einer Motion den Bundesrat erneut zu einer Erklärung auf. Bundespräsident Pascal Couchepin beantwortete diese Motion am 7. November 2008 mit einer öffentlichen schriftlichen Erklärung, die in der NZZ mit den Worten betitelt wurde: Couchepin gedenkt Hitler-Attentäter Maurice Bavaud. Couchepin schrieb wörtlich: «Aus heutiger Sicht hatten sich die Schweizer Behörden damals zu wenig für den Verurteilten eingesetzt (…) Er hatte wohl das Verhängnis, das Hitler über die ganze Welt brachte, vorausgeahnt, und er verdient damit unsere Erinnerung und Anerkennung.» Weiter erklärter der Bundesrat:

«Maurice Bauvard hat möglicherweise geahnt, welches Verhängnis Hitler über die Welt und natürlich über Europa bringen würde. Er gehört zum Kreis jener Personen, welche – leider vergeblich – versucht haben, dieses Unheil zu verhindern. Dafür verdient er Anerkennung und einen Platz in unserem Gedächtnis.»

Zum 70. Todestag veranstaltete die Universität Neuchâtel am 13. Mai 2011 ein Maurice-Bavaud-Symposium. Gleichzeitig wurde in Hauterive eine Gedenkstele für Bavaud eingeweiht.
Am 9. November 2013, dem 75. Jahrestag des gescheiterten Attentats von Bavaud auf Hitler sowie der Reichspogromnacht, die auf das Attentat Herschel Grynszpans vom 7. November 1938 auf einen deutschen Botschaftsangehörigen in Paris folgte, fand eine Gedenkveranstaltung in München statt. Das Comité Maurice Bavaud, die Georg Elser Gedenkstätte Königsbronn und die Bayerische Landeszentrale für politische Bildungsarbeit luden zu einem Gedenknachmittag mit mehreren Veranstaltungen ein. Dabei waren unter anderen Adrien Bavaud, Bruder von Maurice, und der schweizerische Parlamentarier Paul Rechsteiner anwesend.
2025 wurde in der Nähe des Geburtshauses von Bavaud in Neuenburg eine Gedenktafel für ihn angebracht.

## Sonstiges
Als Reaktion auf die Attentatspläne Maurice Bavauds wurde auf persönlichen Befehl Hitlers die Aufführung von Friedrich Schillers Drama Wilhelm Tell in Deutschland sowie dessen Behandlung im Schulunterricht verboten. Eine Assoziation zwischen dem Schweizer Freiheitskämpfer und dem Attentäter sollte so vermieden werden.